# قنسطنطينا
قنسطنطينا والمعروفة أيضا باسم القديسة كونستانزا هي نبيلة رومانية وهي البنت الكبرى للإمبراطور قسطنطين العظيم من زوجته فاوستا. أعطاها قسطنطين لقب أوغسطا وزوجها إلى ابن عمها فلافيوس هانيبليانوس ابن فلافيوس دالماتيوس والذي أعطاه قسطنطين لقب ملك ملوك قبائل البنط. قتل زوجها الأول هانيبليانوس بشكل غامض في سنة 337 ويعتقد أن كان من تدبير شقيقها قنسطانطيوس الثاني. بقيت أرملة حتى حوالي سنة 349-350 حيث زوجها شقيقها لابن عمها الآخر قنسطانطيوس غالوس والذي أعطاه لقب القيصر وجعله إمبراطور الشرق. أنجبت منه بنت واحدة سمتها أناستاسيا. استقرت في أنطاكية مع زوجها. في سنة 354 حاول زوجها الحصول على لقب أغسطس من أخيها، فأرسلها إلى روما لأجل إقناعه لكن أصيبت بمرض مفاجئ وتوفيت قبل الوصول إلى روما. بنى لها والدها ماسوليوم تذكاري لها في روما، بنيت عليه فيما بعد كنيسة القديسة كونستانزا في القرن 16.